# Маркі (Опольське воєводство)
Маркі (пол. Marki) — село в Польщі, у гміні Прашка Олеського повіту Опольського воєводства.
У 1975-1998 роках село належало до Ченстоховського воєводства.